# Anathix dusca
Anathix dusca là một loài bướm đêm trong họ Noctuidae.